# Parafia Miłosierdzia Bożego w Kielcach
Parafia Miłosierdzia Bożego w Kielcach – parafia rzymskokatolicka w Kielcach. Należy do dekanatu Kielce-Zachód diecezji kieleckiej. 
Parafia została założona w 1982, jest obsługiwana przez księży diecezjalnych. W Roku Jubileuszowym − 5 marca 2000 kościół został poświęcony przez Prymasa Polski kardynała Józefa Glempa. 4 listopada 2001 biskup kielecki Kazimierz Ryczan ustanowił Kościół na Czarnowie Diecezjalnym Sanktuarium Miłosierdzia Bożego.
Parafia mieści się przy ulicy Mieszka I, na osiedlu Czarnów.